# Jerzy Lewandowicz
Jerzy Lewandowicz (ur. 15 kwietnia 1898 w Łodzi, zm. w lutym 1973 w Katowicach Murckach) – polski adwokat i działacz polityczny.

## Życiorys

### Do 1939
Urodził się w rodzinie mieszczańskiej, która kultywowała silne tradycje katolickie. Ojciec Adam był rzemieślnikiem, a matka, Stanisława z domu Weber, zajmowała się domem. W 1918 ukończył Gimnazjum Mikołaja Kopernika w Łodzi, a potem zaczął studiować na Uniwersytecie Warszawskim (Wydział Prawa i Nauk Politycznych). Należał wówczas do SKMA "Odrodzenie", a w 1920 wstąpił do Polskiego Stronnictwa Chrześcijańskiej Demokracji. W 1921 przeprowadził się do Poznania, gdzie studiował na Uniwersytecie Poznańskim. Pracował wówczas jako sekretarz prałata Stanisława Adamskiego, późniejszego biskupa. Po ukończeniu studiów w 1922 powrócił do Katowic, gdzie został sekretarzem Wojciecha Korfantego. W 1924 wszedł w skład zarządu Spółki Wydawniczej "Polonia". W 1927 rozpoczął aplikację w Sądzie Apelacyjnym w Katowicach. Następnie został sędzią w Sądzie Grodzkim w Mysłowicach. Z dniem 1 lutego 1933 rozpoczął prowadzenie własnej kancelarii adwokackiej. W końcu lat 30. XX wieku był drugim sekretarzem Okręgowej Rady Adwokackiej w Katowicach. W 1937 wstąpił do Stronnictwa Pracy.

### II wojna światowa
Z rozpoczęciem II wojny światowej opuścił tereny Górnego Śląska i przeniósł się do Warszawy, gdzie współpracował z podziemnymi strukturami Stronnictwa Pracy, a także Federacji Organizacji Narodowo-Katolickich "Unia" (Jan Hoppe, Jerzy Braun, Kazimierz Studentowicz, Józef Kwasiborski, Franciszek Urbański, Stefan Kaczorowski, Antoni Antczak). Z jego inicjatywy powołano konspiracyjny Zarząd Wojewódzki Stronnictwa Pracy na teren Śląska z siedzibą w Warszawie. W 1944 został mianowany Delegatem Rządu na Obszar Śląska (planowano, że zostanie wojewodą śląskim po wojnie, w miejsce chorego Ignacego Sikory). Podczas powstania warszawskiego, mimo że czynnie nie walczył, został ranny. Po upadku zrywu wyjechał do Częstochowy i tam doczekał końca wojny. 

### Po 1945
W styczniu 1945 powrócił do Katowic i otworzył kancelarię adwokacką. Podjął działania w celu reaktywowania Stronnictwa Pracy i opowiedział się w sporze z prokomunistycznymi członkami grupy "Zryw", po stronie konserwatywnych stronników Karola Popiela. W licznych wystąpieniach przeciwstawiał się komunizmowi, popierając demokrację. Wszedł ostry konflikt ideologiczny ze Stefanem Brzezińskim. Podczas zjazdu wojewódzkiego Stronnictwa Pracy 24 lutego 1946 wybrano go prezesem zarządu wojewódzkiego przy całkowitym poparciu koncepcji państwa Polskiego Karola Popiela. Komuniści uznali ten zjazd za prowokację i manifestację poglądów prawicowych. 7 marca 1946 został aresztowany przez Urząd Bezpieczeństwa wraz z siedmioma innymi działaczami. Po przesłuchaniach zwolniono go. Nadal pozostał zwolennikiem braku jakiegokolwiek kompromisu z czynnikami prorządowymi. Mimo ponownego wybrania go na prezesa wojewódzkiego w lipcu 1946 nie pełnił już funkcji, gdyż struktury stronnictwa faktycznie się rozpadły. Karol Popiel w tej sytuacji mianował go kuratorem akt i majątku organizacji na Śląsku. Mimo tego nie przerwał działalności i był jednym ze współsygnatariuszy listu do Józefa Cyrankiewicza w sprawie ponownej legalizacji stronnictwa. Stale pozostawał w orbicie zainteresowania UB (m.in. sprawa "Zakon") i 18 października 1950 aresztowano go ponownie. Podczas rewizji odnaleziono w jego mieszkaniu Instrukcję do zwalczania Służby Bezpieczeństwa, tzw. Akcja B. W lipcu 1951 Wojskowy Sąd Rejonowy w Katowicach skazał go na dwa lata więzienia. Najwyższy Sąd Wojskowy podtrzymał wymiar kary po odwołaniu, ale zmienił nieznacznie sentencję wyroku. 18 października 1952 zwolniono go z więzienia. Powrócił wtedy do zawodu adwokata. 21 maja 1954 otrzymał zezwolenie na wpis na listę adwokatów. Podjął pracę w Zespole Adwokackim nr 1 w Katowicach. W 1963 zatarto mu skazanie. W 1972 przeszedł na emeryturę.

## Rodzina
Jego żoną była Otylia z domu Szprot (siostra żony Wojciecha Korfantego, Elżbiety). Miał trzy siostry: Jadwigę, Irenę Łukasiewicz i Halinę Czechowską, a także dwóch braci (obaj zostali księżmi): Mieczysława (ur. 1886, proboszcza i dziekana w Pabianicach, ofiarę KL Dachau w 1941) oraz Władysława (ur. 1894, marianina, głównego twórcę SMA "Odrodzenie", więźnia Pawiaka, zm. 1949).